# Кремінський Владислав Олегович
Владислав Кремінський (нар. 2 березня 1995, Вінниця, Україна) — український трековий велогонщик. Виступає у шосейних та трекових гонках.

## Досягнення

### Чемпіонати світу
- Калі 2014
  - 14-е місце в індивідуальній гонці

- Сен-Кантен-ан-Івлін 2015
  - 11-е місце в американці

- Лондон 2016
  - 14-е місце в командній гонці-переслідуванні

### Чемпіонати Європи
- Анадія 2013
  -  Срібний призер (1): американська гонка серед юніорів

### Національні чемпіонати
2014
- Чемпіон України з гоник-переслідування (у команді з Віталієм Гринівим, Романом Шевчуком та Романом Гладишем)

2015
- Чемпіон України в індивідуальній гонці
- Чемпіон України в командній гонці-переслідування (разом з Віталієм Гринівим, Романом Гладишем, Максимом Васильєвим та Володимиром Дюдьою)
- Чемпіон України з масового старту

2016
- Чемпіон України в індивідуальній гонці